# Гавриил ΙΙΙ Филаделфийски
Гавриил (на гръцки: Γαβριήλ) е гръцки духовник, митрополит на Вселенската патриаршия от началото на XIX век.

## Биография
Роден е на Кос. През февруари 1799 година е избран и по-късно е ръкоположен за агатополски архиепископ. На 8 юни 1808 година е избран за архиепископ на Анхиалската епархия. През юни 1813 година е преместен като филаделфийски митрополит. Уволнен е през септември 1824 година.